# Reassembly
Reassembly — компьютерная инди-игра жанра экшен, разработанная американской компанией Anisoptera Games и выпущенная в 2015 году в сервисе цифровой дистрибуции Steam.
Действие игры происходит в двумерном, открытом процедурно генерируемом мире, наполненном вражескими и дружескими космическими кораблями, астероидами и растительностью. Игроку предоставляется возможность создать свой корабль и отправиться на нём исследовать мир, собирать ресурсы и вступать в схватки с врагами.

## Геймплей
| Иноязычные издания | Иноязычные издания |
| Издание            | Оценка             |
| ------------------ | ------------------ |
| Eurogamer          | 7/10               |
| Softpedia          | 8/10               |

Взаимодействие игрока с игрой можно условно разделить на два этапа. Часть времени игрок проводит в редакторе кораблей, составляя из строительных блоков подходящую конструкцию, часть — управляя созданным кораблём и проверяя его в боевых условиях.
Корабль игрока, как и всё окружение в игре, состоит из различных строительных блоков, соединённых друг с другом. Каждый из блоков имеет своё назначение и свой набор параметров. К примеру, броня даёт кораблю массу и защищает от повреждений, ускорители позволяют кораблю перемещаться в определённом направлении, хранилище даёт возможность накапливать на корабле ресурсы, генератор вырабатывает энергию, необходимую для работы разнообразных оружейных систем. В игре доступны несколько фракций, каждая из которых имеет свои уникальные блоки, а, соответственно, также собственный дизайн кораблей и специфичные тактики ведения боя.
Развитие в игре ограничивается количеством ресурсов, добытых игроком. Ресурсы в игре получаются тремя путями: из растений, населяющих астероиды, из разрушенных вражеских кораблей и генерируются солнечными панелями, которые доступны не всем фракциям. Непосредственно из ресурсов (R) создаются корабли-союзники, составляющие флот игрока; также ресурсы можно обменять на кредиты (C), позволяющие открывать новые строительные блоки и увеличивать максимально доступный размер корабля (P).
В игре представлено несколько фракций:
-Земляне;
-Фермеры;
-Красные;
-Стражи;

## Разработка
| Системные требования | Системные требования    | Системные требования                     |
| -------------------- | ----------------------- | ---------------------------------------- |
|                      | Минимальные             | Рекомендуемые                            |
| Microsoft Windows    |                         |                                          |
| ОС                   | Windows XP              | Windows 7                                |
| ЦПУ                  | 2 ГГц, два ядра         | 2.3 ГГц+, четыре ядра                    |
| Объём ОЗУ            | 2 Гб                    | 2 Гб                                     |
| Место на диске       | 150 Мб                  | 250 Мб                                   |
| Видеокарта           | с поддержкой OpenGL 2.1 | с поддержкой OpenGL 3.3+, 256 Мб+ памяти |
| Mac OS X             |                         |                                          |
| ОС                   | 10.7                    | 10.7                                     |

Разработку игры её автор, Артур Денскин (англ. Arthur Danskin), начал в конце 2012 года, работая на тот момент в компании Nvidia. Для продолжения работы над игрой, Артур ушёл из Nvidia и основал в начале 2013 года компанию Anisoptera Games.
Одна из первых версий игры была представлена на конференции PAX Prime в конце 2014 года, после чего была запущена и успешно завершена кампания на Kickstarter. Релиз игры в Steam состоялся в феврале 2015 года.
Основой для используемой в Reassembly системы блоков послужили конструктор LEGO и такие игры, как Captain Forever, Space Pirates and Zombies и Escape Velocity. Источниками вдохновения для создания игрового мира и системы искусственного интеллекта являлись как природа в целом, так и, в частности, книги о поведении муравьёв.
Музыку для игры написал Питер Браун (англ. Peter Brown), более известный под псевдонимом Peaks.

## Продажи
Летом 2018 года, благодаря уязвимости в защите Steam Web API, стало известно, что точное количество пользователей сервиса Steam, которые играли в игру хотя бы один раз, составляет 147 501 человек.